# El niño encantado
El niño encantado (en ruso: Заколдованный мальчик, Zakoldovanyy malchik) es una película animada soviética de  1955 dirigida por Vladimir Polkovnikov y Aleksandra Snezhko-Blotskaya. Fue producida en el estudio Soyuzmultfilm en Moscú.
La imagen de la película y el sonido se han restaurado recientemente por la compañía rusa Plan de Krupnyy, que lo publicó en video y DVD junto con Cipollino, película del año 1961 de 40 minutos dirigida por Boris Dyozhkin. Cuenta con doblaje al español neutro.

## Argumento
La película es una adaptación de El maravilloso viaje de Nils Holgersson de  Selma Lagerlöf.
El niño travieso Nils, que se deleita en la tortura de animales, está hechizado por un  tomte. Ahora encogido a un tamaño pequeño y capaz de hablar con los animales, vuela a través de Laponia en las espaldas de los gansos salvajes. Durante estos viajes peligrosos hace muchas acciones nobles, y, al mismo tiempo, busca al tomte para que le quite el hechizo.